# Duttaphrynus wokhaensis
Duttaphrynus wokhaensis es una especie de anfibio anuro de la familia Bufonidae.

## Distribución geográfica
Esta especie es endémica de Nagaland en la India. Solo se conoce en su localidad típica en el distrito de Wokha a 1366 m sobre el nivel del mar.

## Etimología
El nombre de la especie está compuesto de wokha y del sufijo latino -ensis que significa "que vive, que habita", y le fue dado en referencia al lugar de su descubrimiento, el distrito de Wokha.

## Publicación original
- Mathew & Sen, 2009: Studies on little known amphibians of Northeast India. Records of the Zoological Survey of India Occasional Papers, vol. 293, p. 1-64.[2]